# Fiona Milne
Fiona Milne (Buenos Aires, 6 de septiembre de 1971) es una deportista canadiense que compitió en remo.
Ganó una medalla de oro en el Campeonato Mundial de Remo de 2003, en la prueba de scull individual ligero. Participó en dos Juegos Olímpicos de Verano, ocupando el noveno lugar en Sídney 2000 y el octavo en Atenas 2004, en la prueba de doble scull ligero.

## Palmarés internacional
| Campeonato Mundial | Campeonato Mundial | Campeonato Mundial | Campeonato Mundial      |
| Año                | Lugar              | Medalla            | Prueba                  |
| ------------------ | ------------------ | ------------------ | ----------------------- |
| 2003               | Milán (Italia)     | Medalla de oro     | Scull individual ligero |